# Antifascistische Onderzoeksgroep Kafka
De Antifascistische Onderzoeksgroep Kafka is een antifascistische en extreemlinkse onderzoeksgroep. De groep doet onderzoek naar groepen en personen in Nederland die door haar als extreemrechts worden beschouwd.

## Achtergrond
De onderzoeksgroep Kafka is afkomstig uit de kraakbewegingen werd in 1988 opgericht. De groep wordt ondersteund door donaties.
Kafka doet onderzoek naar groepen en personen in Nederland die door haar als extreemrechts worden beschouwd en de ontwikkelingen die daarmee samenhangen. De resultaten worden gepubliceerd op de website van Kafka en voorheen in het kwartaalblad Alert! van de linkse actiegroep AFA. Onderzochte organisaties zijn onder andere Nieuw Rechts, de Nederlands Zuid-Afrikaanse Werkgemeenschap, de Moon-sekte, Voorpost, de Nederlandse Volks-Unie en de Partij voor de Vrijheid.
In de beginjaren werd wel eens gesteld dat de naam een acroniem voor Kollektief Anti Fascistisch/Kapitalistisch Archief zou zijn. Dit is echter sinds 1994 niet meer gesteld. Zelf geven zij aan zich naar de schrijver Franz Kafka te hebben genoemd.

## Onderzoek naar de PVV
In februari 2011 kwam de Antifascistische Onderzoeksgroep Kafka in de aanloop naar de Provinciale Statenverkiezingen met een rapport, waarin zij stelde dat diverse PVV-kandidaten en aanhangers van deze partij banden met extreemrechts hadden. Onder de ondersteuners van de partij waren prominenten van de Centrumdemocraten en de Nederlandse Volks-Unie.

## AIVD
In het jaarverslag 2008 van de AIVD werd onder het kopje 'links-extremisme' bij de behandeling van de Anti Fascistische Aktie ook Kafka genoemd, als informatieleverancier. In 2010 schreef de AIVD in zijn rapport Afkalvend Front dat Kafka en AFA ernaar zouden streven alles wat als rechts wordt beschouwd te weren uit de publieke ruimte. Kafka en AFA zouden dit antidemocratische doel nastreven door middel van ondemocratische middelen, zoals (het aanzetten tot) geweld en intimidatie.